# Атамекен (Бухар-Жирауський район)
Атамекен (каз. Атамекен) — село у складі Бухар-Жирауського району Карагандинської області Казахстану. Входить до складу Уштобинського сільського округу.
Населення — 401 особа (2021; 478 у 2009, 412 у 1999, 383 у 1989).
Національний склад станом на 1989 рік:
- казахи — 53 %;
- росіяни — 21 %.

До 2023 року село називалось Новостройка.